# Temporada 1995-96 del València CF
El València CF va realitzar un bon paper a la temporada 1995-96, en quedar segon classificat en una lliga on va tindre opcions de ser campió fins a l'última jornada, i ser eliminat en semifinals de la Copa del Rei per un Atlètic de Madrid que faria doblet eixe any.
Aquell any va estar marcat pel bon estat de forma de Pedja Mijatovic, fent 28 gols en lliga en la qual va ser la seua millor temporada com a futbolista. Amb Luis Aragonés a la banqueta Mijatovic va rendir a gran nivell, madurant com a futbolista, deixant un gran nombre de gols i realitzant també nombroses assistències. Tot i haver declarat públicament que no abandonaria el club, abans que acabara el campionat es va conèixer que el jugador havia aparaulat el seu fitxatge pel Reial Madrid per a la temporada vinent, despertant la fúria de l'afició valencianista contra el jugador. La pressió de la grada va ser tal que l'equip merengot rendia millor fora de casa que a Mestalla, i el jugador montenegrí va haver de contractar seguretat privada. L'últim partit de Mijatovic com a valencianista va ser a Balaídos, on va marcar el gol de l'esperança en la qual era l'última jornada de lliga, que el València podia guanyar si l'Atlètic de Madrid, que faria doblet aquell any, haguera perdut el seu partit i el València no haguera empatat.
L'altra imatge de la temporada la va deixar el brasiler Viola, pintant-se el monyo amb els colors de la Senyera.

## Equip

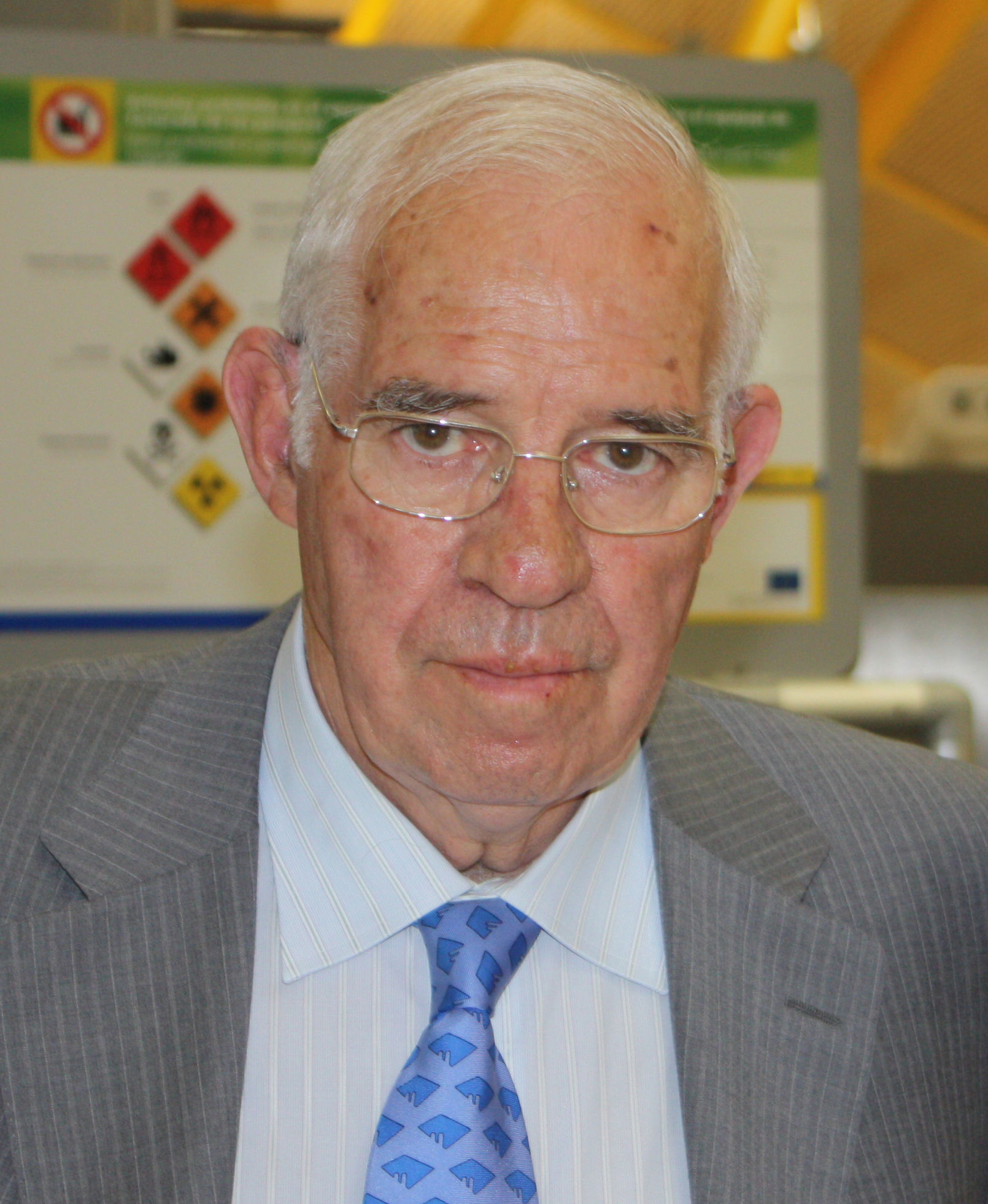
Luis Aragonés va arribar a Mestalla aquella temporada.

Jugadors a final de temporada
| N. | Pos. | Nac. | Jugador                |
| -- | ---- | --- | ---------------------- |
| 1  | POR  | [[Fitxer:Flag of Spain.svg\|23x15px\|border \|alt=Espanya\|link=Selecció de futbol d'Espanya\|{{#if:\|]]                                                                          | Andoni Zubizarreta     |
| 2  | DEF  | [[Fitxer:Flag of Equatorial Guinea.svg\|23x15px\|border \|alt=Guinea Equatorial\|link=Selecció de futbol de Guinea Equatorial\|{{#if:\|]]                                         | Vicente Engonga        |
| 3  | DEF  | [[Fitxer:Flag of Spain.svg\|23x15px\|border \|alt=Espanya\|link=Selecció de futbol d'Espanya\|{{#if:\|]]                                                                          | Jorge Otero            |
| 4  | DEF  | [[Fitxer:Flag of the Valencian Community (2x3).svg\|23x15px\|border \|alt=València\|link=Selecció de futbol de València\|{{#if:\|]]                                               | Paco Camarasa          |
| 5  | MIG  | [[Fitxer:Flag of Brazil.svg\|23x15px\|border \|alt=Brasil\|link=Selecció de futbol del Brasil\|{{#if:\|]]                                                                         | Mazinho                |
| 6  | MIG  | [[Fitxer:Flag of Spain.svg\|23x15px\|border \|alt=Espanya\|link=Selecció de futbol d'Espanya\|{{#if:\|]]                                                                          | Gaizka Mendieta        |
| 7  | DAV  | [[Fitxer:Flag of Spain.svg\|23x15px\|border \|alt=Espanya\|link=Selecció de futbol d'Espanya\|{{#if:\|]]                                                                          | Sietes                 |
| 8  | MIG  | [[Fitxer:Flag of Serbia and Montenegro; Flag of Yugoslavia (1992–2003).svg\|23x15px\|border \|alt=Sèrbia i Montenegro\|link=Selecció de futbol de Sèrbia i Montenegro\|{{#if:\|]] | Predrag Mijatović      |
| 9  | DAV  | [[Fitxer:Flag of Brazil.svg\|23x15px\|border \|alt=Brasil\|link=Selecció de futbol del Brasil\|{{#if:\|]]                                                                         | Viola                  |
| 10 | MIG  | [[Fitxer:Flag of the Valencian Community (2x3).svg\|23x15px\|border \|alt=València\|link=Selecció de futbol de València\|{{#if:\|]]                                               | Fernando Gómez Colomer |
| 11 | DEF  | [[Fitxer:Flag of Spain.svg\|23x15px\|border \|alt=Espanya\|link=Selecció de futbol d'Espanya\|{{#if:\|]]                                                                          | Antonio Poyatos        |
| 12 | MIG  | [[Fitxer:Flag of Spain.svg\|23x15px\|border \|alt=Espanya\|link=Selecció de futbol d'Espanya\|{{#if:\|]]                                                                          | Xabier Eskurza         |

| N. | Pos. | Nac. | Jugador        |
| -- | ---- | --- | -------------- |
| 13 | POR  | [[Fitxer:Flag of the Valencian Community (2x3).svg\|23x15px\|border \|alt=València\|link=Selecció de futbol de València\|{{#if:\|]] | Jorge Bartual  |
| 14 | MIG  | [[Fitxer:Flag of Spain.svg\|23x15px\|border \|alt=Espanya\|link=Selecció de futbol d'Espanya\|{{#if:\|]]                            | José Ignacio   |
| 15 | DEF  | [[Fitxer:Flag of Spain.svg\|23x15px\|border \|alt=Espanya\|link=Selecció de futbol d'Espanya\|{{#if:\|]]                            | Patxi Ferreira |
| 17 | MIG  | [[Fitxer:Flag of Spain.svg\|23x15px\|border \|alt=Espanya\|link=Selecció de futbol d'Espanya\|{{#if:\|]]                            | Iñaki          |
| 18 | MIG  | [[Fitxer:Flag of the Valencian Community (2x3).svg\|23x15px\|border \|alt=València\|link=Selecció de futbol de València\|{{#if:\|]] | Carlos Arroyo  |
| 19 | DEF  | [[Fitxer:Flag of the Valencian Community (2x3).svg\|23x15px\|border \|alt=València\|link=Selecció de futbol de València\|{{#if:\|]] | Javi Navarro   |
| 20 | DEF  | [[Fitxer:Flag of the Valencian Community (2x3).svg\|23x15px\|border \|alt=València\|link=Selecció de futbol de València\|{{#if:\|]] | Pep Serer      |
| 21 | DEF  | [[Fitxer:Flag of Spain.svg\|23x15px\|border \|alt=Espanya\|link=Selecció de futbol d'Espanya\|{{#if:\|]]                            | Enrique Romero |
| 22 | DAV  | [[Fitxer:Flag of Mallorca.svg\|23x15px\|border \|alt=Mallorca\|link=Selecció de futbol de Mallorca\|{{#if:\|]]                      | Pep Gálvez     |
| 23 | DEF  | [[Fitxer:Flag of the Valencian Community (2x3).svg\|23x15px\|border \|alt=València\|link=Selecció de futbol de València\|{{#if:\|]] | Miguel Soria   |
| 24 | DEF  | [[Fitxer:Flag of the Valencian Community (2x3).svg\|23x15px\|border \|alt=València\|link=Selecció de futbol de València\|{{#if:\|]] | Quique Medina  |
| 25 | POR  | [[Fitxer:Flag of the Valencian Community (2x3).svg\|23x15px\|border \|alt=València\|link=Selecció de futbol de València\|{{#if:\|]] | Andreu Palop   |
| 26 | DAV  | [[Fitxer:Flag of the Valencian Community (2x3).svg\|23x15px\|border \|alt=València\|link=Selecció de futbol de València\|{{#if:\|]] | Raúl Martínez  |